# Georg Draud
Georg Draud (latiniserat Draudius), född 1573 i Dauernheim (Hessen), död där 1635, var en tysk musikbibliograf.
Draud, som var kyrkoherde i sin hemby, är berömd som författare till de numera mycket sällsynta verken Bibliotheca classica (1611; 2:a upplagan 1625), vilket innehåller en förteckning över alla kända författare och arbeten på musikens område intill år 1625, Bibliotheca exotica (1625), en förteckning över alla intill nämnda år på utländska språk tryckta musikaliska verk, och Bibliotheca librorum germanicorum classica (samma år). Draud utgav även det kulturhistoriskt upplysande arbetet Fürstliche Tischreden (2 band, 1614–1626).